# Węgrzynowo (powiat makowski)
Węgrzynowo – wieś sołecka w Polsce położona w województwie mazowieckim, w powiecie makowskim, w gminie Płoniawy-Bramura.
W latach 1975–1998 miejscowość należała administracyjnie do województwa ostrołęckiego.
Przez miejscowość przepływa Węgierka, dopływ Orzyca. 
We wsi ma siedzibę rzymskokatolicka parafia Ducha Świętego należąca do dekanatu makowskiego. Drewniany kościół parafialny pochodzi z końca XVII wieku.